# Curtuiușu Dejului
Curtuiușu Dejului – wieś w Rumunii, w okręgu Kluż, w gminie Vad. W 2011 roku liczyła 198 mieszkańców.